# Lyroda
Lyroda Say, 1837 — род песочных ос из подсемейства Crabroninae (триба Miscophini). Более 25 видов.

## Распространение
В Палеарктике 1 вид. Для СССР указывался 1 вид.

## Описание
Мелкие стройные чёрные осы (7-9 мм). Гнездятся в земле. Ловят прямокрылых.

## Систематика
Более 25 видов (триба Miscophini).
- Lyroda errans (Turner, 1936)
- Lyroda michaelseni Schulz, 1908
- Lyroda minima Turner, 1936
- Lyroda nigra Cameron, 1904 (=Odontolarra nigra)
  - Lyroda nigra japonica Iwata, 1933 — Дальний Восток.
- Lyroda queenslandensis Turner, 1916
- Lyroda subita Say, 1837typus
- Другие виды